# هنگ کنگ اند شانگهای هتلز
هنگ کنگ اند شانگهای هتلز (انگلیسی: Hongkong and Shanghai Hotels) شرکت خوشه‌ای هنگ کنگی است، که در سال ۱۸۶۶ تأسیس شد.